# بيلي جونستون
بيلي جونستون (بالإنجليزية: Billy Johnston)‏ (16 يناير 1901 بإدنبرة في المملكة المتحدة - ) هو لاعب كرة قدم بريطاني (وحمل سابقاً جنسية المملكة المتحدة لبريطانيا العظمى وأيرلندا) في مركز الوسط. لعب مع أولدهام أثلتيك وستوكبورت كونتي وماكليسفيلد تاون ومانشستر يونايتد وهدرسفيلد تاون وفريكلي أثلتيك ‏.

## وصلات خارجية
- بيلي جونستون على موقع قاعدة بيانات كرة القدم.إي يو (الإنجليزية)